# Ishi (singel)
„Ishi” (jap. 意志) – dwunasty singel japońskiego zespołu HKT48, wydany w Japonii 10 kwietnia 2019 roku przez Universal Music.
Singel został wydany w czterech edycjach: trzech regularnych (Type A, Type B, Type C) oraz „teatralnej” (CD). Osiągnął 1 pozycję w rankingu Oricon i pozostał na liście przez 16 tygodni. Singel zdobył status platynowej płyty.

## Lista utworów
Większość utworów zostało napisanych przez Yasushiego Akimoto.

### Type A
| CD | CD                                                                  | CD                 | CD                 | CD      |
| Nr | Tytuł utworu                                                        | Kompozycja         | Aranżacja          | Długość |
| -- | ------------------------------------------------------------------- | ------------------ | ------------------ | ------- |
| 1. | „Ishi” (jap. 意志)                                                  | Bugbear            | APAZZI             |         |
| 2. | „Dare yori te o furō” (jap. 誰より手を振ろう)                       | Takanori Fujimoto  | Makoto Wakatabe    |         |
| 3. | „Itsu datte soba ni iru” (jap. いつだってそばにいる)                | Katsuhiko Sugiyama | Katsuhiko Sugiyama |         |
| 4. | „Ishi” (jap. 意志) (Instrumental)                                   | Bugbear            | APAZZI             |         |
| 5. | „Dare yori te o furō” (jap. 誰より手を振ろう) (Instrumental)        | Takanori Fujimoto  | Makoto Wakatabe    |         |
| 6. | „Itsu datte soba ni iru” (jap. いつだってそばにいる) (Instrumental) | Katsuhiko Sugiyama | Katsuhiko Sugiyama |         |

| DVD | DVD                                                                                                  | DVD     |
| Nr  | Tytuł utworu                                                                                         | Długość |
| --- | --- | ------- |
| 1.  | „Ishi” (jap. 意志) (Music Video)                                                                     |         |
| 2.  | „Itsu datte soba ni iru” (jap. いつだってそばにいる) (Music Video)                                   |         |
| 3.  | „HKT48 no odekake! Sasuhara sotsugyō Special Vol.1” (jap. HKT48のお出かけ！指原卒業スペシャル Vol.1) |         |

### Type B
| CD | CD                                                                                             | CD                        | CD              | CD      |
| Nr | Tytuł utworu                                                                                   | Kompozycja                | Aranżacja       | Długość |
| -- | ---------------------------------------------------------------------------------------------- | ------------------------- | --------------- | ------- |
| 1. | „Ishi” (jap. 意志)                                                                             | Bugbear                   | APAZZI          |         |
| 2. | „Dare yori te o furō” (jap. 誰より手を振ろう)                                                  | Takanori Fujimoto         | Makoto Wakatabe |         |
| 3. | „Otona ressha wa doko o hashitteru no ka?” (jap. 大人列車はどこを走ってるのか?) (wyk. 8%)      | Daisuke Toyama, Dr.Lilcom | APAZZI          |         |
| 4. | „Ishi” (jap. 意志) (Instrumental)                                                              | Bugbear                   | APAZZI          |         |
| 5. | „Dare yori te o furō” (jap. 誰より手を振ろう) (Instrumental)                                   | Takanori Fujimoto         | Makoto Wakatabe |         |
| 6. | „Otona ressha wa doko o hashitteru no ka?” (jap. 大人列車はどこを走ってるのか?) (Instrumental) | Daisuke Toyama, Dr.Lilcom | APAZZI          |         |

| DVD | DVD                                                                                                  | DVD     |
| Nr  | Tytuł utworu                                                                                         | Długość |
| --- | --- | ------- |
| 1.  | „Ishi” (jap. 意志) (Music Video)                                                                     |         |
| 2.  | „Otona ressha wa doko o hashitteru no ka?” (jap. 大人列車はどこを走ってるのか?) (Music Video)        |         |
| 3.  | „HKT48 no odekake! Sasuhara sotsugyō Special Vol.2” (jap. HKT48のお出かけ！指原卒業スペシャル Vol.2) |         |

### Type C
| CD | CD                                                           | CD                           | CD              | CD      |
| Nr | Tytuł utworu                                                 | Kompozycja                   | Aranżacja       | Długość |
| -- | ------------------------------------------------------------ | ---------------------------- | --------------- | ------- |
| 1. | „Ishi” (jap. 意志)                                           | Bugbear                      | APAZZI          |         |
| 2. | „Dare yori te o furō” (jap. 誰より手を振ろう)                | Takanori Fujimoto            | Makoto Wakatabe |         |
| 3. | „Chamomile” (jap. カモミール) (wyk. 10%)                     | Tsukasa Yoshida, Shō Udagawa | Shō Udagawa     |         |
| 4. | „Ishi” (jap. 意志) (Instrumental)                            | Bugbear                      | APAZZI          |         |
| 5. | „Dare yori te o furō” (jap. 誰より手を振ろう) (Instrumental) | Takanori Fujimoto            | Makoto Wakatabe |         |
| 6. | „Chamomile” (jap. カモミール) (Instrumental)                 | Tsukasa Yoshida, Shō Udagawa | Shō Udagawa     |         |

| DVD | DVD                                                                                                  | DVD     |
| Nr  | Tytuł utworu                                                                                         | Długość |
| --- | --- | ------- |
| 1.  | „Ishi” (jap. 意志) (Music Video)                                                                     |         |
| 2.  | „Chamomile” (jap. カモミール) (Music Video)                                                          |         |
| 3.  | „HKT48 no odekake! Sasuhara sotsugyō Special Vol.3” (jap. HKT48のお出かけ！指原卒業スペシャル Vol.3) |         |

### Wer. teatralna
| CD | CD                                                                  | CD                | CD               | CD      |
| Nr | Tytuł utworu                                                        | Kompozycja        | Aranżacja        | Długość |
| -- | ------------------------------------------------------------------- | ----------------- | ---------------- | ------- |
| 1. | „Ishi” (jap. 意志)                                                  | Bugbear           | APAZZI           |         |
| 2. | „Dare yori te o furō” (jap. 誰より手を振ろう)                       | Takanori Fujimoto | Makoto Wakatabe  |         |
| 3. | „Makka na Umbrella” (jap. 真っ赤なアンブレラ) (wyk. 5th Generation) | Yasushi Watanabe  | Yasushi Watanabe |         |
| 4. | „Ishi” (jap. 意志) (Instrumental)                                   | Bugbear           | APAZZI           |         |
| 5. | „Dare yori te o furō” (jap. 誰より手を振ろう) (Instrumental)        | Takanori Fujimoto | Makoto Wakatabe  |         |
| 6. | „Makka na Umbrella” (jap. 真っ赤なアンブレラ) (Instrumental)        | Yasushi Watanabe  | Yasushi Watanabe |         |

## Skład zespołu
| „Ishi” |
| --- |
| - Team H: Rino Sashihara (środek), Meru, Miku Tanaka, Aki Toyonaga, Natsumi Matsuoka, Akari Watanabe - Team KIV: Hirona Unjō, Mio Tomonaga, Mai Fuchigami, Anna Murashige, Aoi Motomura, Madoka Moriyasu - Team TII: Ayaka Oda, Hana Matsuoka, Hinata Matsumoto, Sono Miyazaki - Kenkyūsei: Rimika Mizukami |

| „Dare yori te o furō” |
| --- |
| Piosenka została wykonywana przez wszystkie członkinie HKT48 w momencie wydania (poza Haruką Kodama, Sakurą Miyawaki i Nako Yabuki). - Team H: Yuka Akiyoshi, Yueru Itō, Haruka Ueno, Yui Kojina, Hiroka Komada, Riko Sakaguchi, Rino Sashihara (środek), Meru Tashima, Natsumi Tanaka, Miku Tanaka, Aki Toyonaga, Natsumi Matsuoka, Akari Watanabe - Team KIV: Mina Imada, Shino Iwahana, Nao Ueki, Hirona Unjō, Serina Kumazawa, Yuki Shimono, Nene Jitoe, Mio Tomonaga, Sayaka Baba, Maiko Fukagawa, Mai Fuchigami, Anna Murashige, Aoi Motomura, Madoka Moriyasu - Team TII: Misaki Aramaki, Maria Imamura, Ayaka Oda, Sae Kurihara, Moeka Sakai, Erena Sakamoto, Rio Shimizu, Ai Seki, Tomoka Takeda, Amane Tsukiashi, Hazuki Hokazono, Hana Matsuoka, Hinata Matsumoto, Sono Miyazaki, Bibian Murakawa, Yūna Yamauchi, Emiri Yamashita - Kenkyūsei: Ibuki Ishibashi, Airi Ichimura, Sana Ogawa, Kaede Kamijima, Hijiri Kawahira, Haruka Kudō, Rina Kuriyama, Hinano Gotō, Rino Sakamoto, Kurumi Takemoto, Iori Tanaka, Miyabi Nagano, Rimika Mizukami, Wakana Murakami |

| „Itsu datte soba ni iru” |
| --- |
| Piosenka została wykonywana przez wszystkie członkinie HKT48 w momencie wydania (poza Haruką Kodama, Sakurą Miyawaki i Nako Yabuki). Piosenka na ukończenie członkostwa Rino Sashihary w zespole. - Team H: Yuka Akiyoshi, Yueru Itō, Haruka Ueno, Yui Kojina, Hiroka Komada, Riko Sakaguchi, Rino Sashihara (środek), Meru Tashima, Natsumi Tanaka, Miku Tanaka, Aki Toyonaga, Natsumi Matsuoka, Akari Watanabe - Team KIV: Mina Imada, Shino Iwahana, Nao Ueki, Hirona Unjō, Serina Kumazawa, Yuki Shimono, Nene Jitoe, Mio Tomonaga, Sayaka Baba, Maiko Fukagawa, Mai Fuchigami, Anna Murashige, Aoi Motomura, Madoka Moriyasu - Team TII: Misaki Aramaki, Maria Imamura, Ayaka Oda, Sae Kurihara, Moeka Sakai, Erena Sakamoto, Rio Shimizu, Ai Seki, Tomoka Takeda, Amane Tsukiashi, Hazuki Hokazono, Hana Matsuoka, Hinata Matsumoto, Sono Miyazaki, Bibian Murakawa, Yūna Yamauchi, Emiri Yamashita - Kenkyūsei: Ibuki Ishibashi, Airi Ichimura, Sana Ogawa, Kaede Kamijima, Hijiri Kawahira, Haruka Kudō, Rina Kuriyama, Hinano Gotō, Rino Sakamoto, Kurumi Takemoto, Iori Tanaka, Miyabi Nagano, Rimika Mizukami, Wakana Murakami |

| „Otona ressha wa doko o hashitteru no ka?” |
| --- |
| - Team H: Yuka Akiyoshi, Haruka Ueno, Yui Kojina, Hiroka Komada, Riko Sakaguchi, Natsumi Tanaka - Team KIV: Mina Imada, Shino Iwahana, Nao Ueki, Serina Kumazawa, Yuki Shimono, Maiko Fukagawa - Team TII: Misaki Aramaki, Sae Kurihara (środek), Erena Sakamoto, Hazuki Hokazono, Yūna Yamauchi, Emiri Yamashita |

| „Chamomile” |
| --- |
| - Team H: Yueru Itō - Team KIV: Nene Jitoe, Sayaka Baba - Team TII: Maria Imamura, Moeka Sakai, Rio Shimizu, Ai Seki, Tomoka Takeda (środek), Amane Tsukiashi, Bibian Murakawa - Kenkyūsei: Ibuki Ishibashi, Airi Ichimura, Sana Ogawa, Kaede Kamijima, Hijiri Kawahira, Haruka Kudō, Rina Kuriyama, Hinano Gotō, Rino Sakamoto, Kurumi Takemoto, Iori Tanaka, Miyabi Nagano, Wakana Murakami |

| „Makka na Umbrella” |
| --- |
| - Kenkyūsei: Ibuki Ishibashi (środek), Airi Ichimura, Sana Ogawa, Kaede Kamijima, Hijiri Kawahira, Haruka Kudō, Rina Kuriyama, Hinano Gotō, Rino Sakamoto, Kurumi Takemoto, Iori Tanaka, Miyabi Nagano, Rimika Mizukami, Wakana Murakami |

## Notowania
| Lista                             | Pozycja |
| --------------------------------- | ------- |
| Oricon Weekly Singles Chart       | 1       |
| Oricon Yearly Singles Chart       | 21      |
| Billboard Japan Hot 100           | 1       |
| Billboard Japan Hot Singles Sales | 1       |

## Sprzedaż
| Dane wg         | Sprzedaż |
| --------------- | -------- |
| Oricon          | 304 821  |
| Billboard Japan | 369 081+ |